# Desmodium michoacanum
Desmodium michoacanum är en ärtväxtart som beskrevs av Bernice Giduz Schubert och Mcvaugh. Desmodium michoacanum ingår i släktet Desmodium och familjen ärtväxter. Inga underarter finns listade i Catalogue of Life.